# Cuprallumini
I cuprallumini (più noti come bronzi all'alluminio) sono leghe di rame in cui l'alluminio è l'elemento aggiuntivo principale. Le più diffuse contengono dal 5 al 12% di alluminio, spesso insieme con ferro, nichel, manganese. Sono note per la loro notevole resistenza meccanica e alla corrosione; sono impiegate anche in presenza di fluidi ad alta velocità. In alcune applicazioni possono sostituire leghe più costose, come i bronzi allo stagno.
La resistenza meccanica dipende innanzitutto dal contenuto di alluminio. Fino all'8% la lega è ancora duttile e lavorabile a freddo per ottenere tubi, lastre e fili. Tra l'8 e il 10% di alluminio la durezza permette le lavorazioni a caldo; oltre il 10% si hanno leghe speciali per applicazioni anti-usura.
Altri elementi modificano le caratteristiche della lega:
- il ferro aumenta il carico di rottura e agisce come raffinante del grano cristallino;
- il nichel migliora la resistenza alla corrosione, il limite di elasticità e ha un effetto stabilizzante sulla struttura cristallina;
- il manganese funge anch'esso da stabilizzante;

Sono da citare anche quelle leghe contenenti fino al 6% di alluminio e fino al 2% di silicio, che presentano ottima resistenza all'urto. 
Le leghe con alluminio fino all'8% e manganese al 13% circa (i bronzi al manganese) hanno un'ottima resistenza alla cavitazione e all'erosione dovuta alla velocità di flusso (impingment). Vengono usate per le eliche delle navi.

## Applicazioni
Le applicazioni dei cuprallumini sono molteplici: tra queste eliche, pompe e valvole a contatto con acqua di mare (es. impianti di raffreddamento a bordo di navi), tubi per piattaforme off-shore, giranti, fissaggi e barre di sostegno in edilizia, cuscinetti, stampi per imbutitura.
Sono utilizzati anche nel conio di alcune monete, come i 20 centesimi di Franco Svizzero